# Cirkel (tracering)

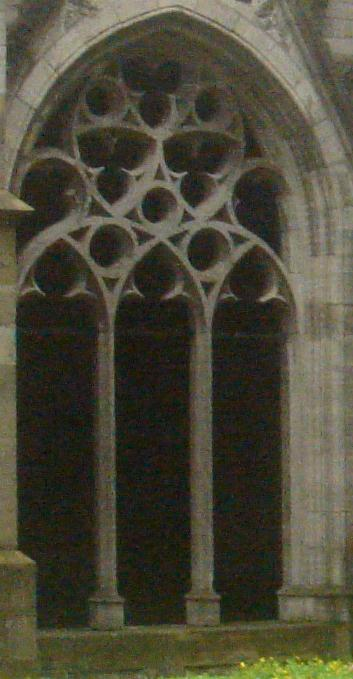
Cirkels in het maaswerk

Een cirkel of ronde pas is in het maaswerk van bijvoorbeeld een venster een eenvoudig siermotief. Ze werd vaak in de grotere variant gebruikt als middelpunt, een rondlicht. Daarnaast werden ze in de kleinere variant op allerlei plekken gebruikt. Ten slotte werden cirkels ook gebruikt om de restruimte op te vullen waar er geen ruimte meer is voor een ander siermotief. De cirkel is een veelvoorkomend sierelement en wordt op allerlei manieren in de traceringen benut.
Cirkels worden in traceringen onder andere benut in roosvensters waarin deze sterk naar voren komen. Ook kunnen andere vormen ingeschreven zijn in een cirkel, waaronder een driepas, een vierpas en visblazen zoals een tweesnuit, driesnuit, viersnuit en vijfsnuit.

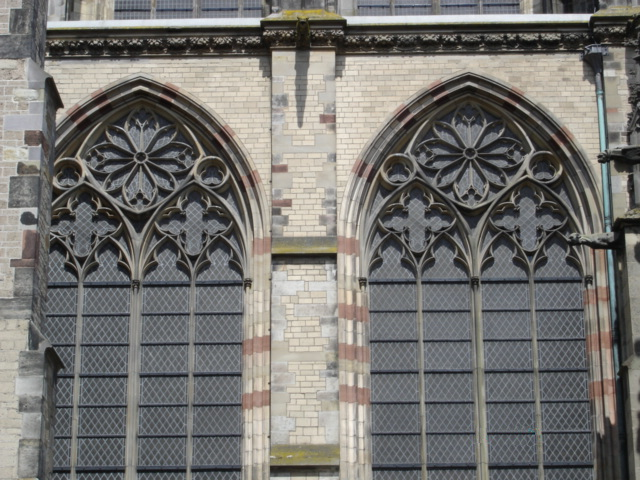
Een cirkel als middelpunt